# Estación de Shinagawa
La Estación de Shinagawa (品川駅 Shinagawa-eki) es una importante estación de tren ubicada en Tokio, Japón, operada por East Japan Railway Company (JR East), Central Japan Railway Company (JR Central) y el operador ferroviario privado Keikyu. El Tōkaidō Shinkansen y otros trenes que pasan por la Península de Miura, la Península de Izu, y la Región de Tōkai, también pasan por aquí. A pesar de su nombre, no se ubica en Shinagawa, sino al norte en Minato
Esta estación está justo al sur de un gran complejo de jardines que consiste en Shinagawa Carriage Sidings, Shinagawa Locomotive Depot, y Tamachi Depot.

## Líneas
Shinagawa funciona gracias a las siguientes líneas:

### JR Central
- Tōkaidō Shinkansen

### JR East
- Línea Keihin-Tōhoku
- Línea Tokaido Main
- Línea Yamanote
- Línea Yokosuka

### Keikyu
- Línea principal de Keikyū. Comparte derecho de vía y estaciones con las compañías Keisei, Toei Chikatetsu (Subway), Hokuso y Chiba Minato Railway.

JR Central anuncio en 2011 que Shinagawa será la terminal de Chūō Shinkansen, que está programado para comenzar el servicio a Nagoya en 2027

## Disposición de la estación
La principal estación de JR concourse está situada por encima de las plataformas que se extienden de este a oeste a través de la anchura de la estación. Una pasarela libremente transitable divide la estación en dos secciones. La sección sur contiene una serie de tiendas y puestos de mercado que forman el complejo de la estación "e-cute".
El intercambio entre plataformas entre las líneas Yamanote y Keihin-Tohoku sólo está disponible desde la siguiente estación, Tamachi.
Las plataformas de Keikyu están en el lado occidental de la estación en un nivel más alto que las plataformas JR. Algunos trenes de Keikyu terminan en Shinagawa mientras que otros continúan para ensamblar la línea de Toei Asakusa en Sengakuji.
Las plataformas de Shinkansen fueron abiertas el 1 de octubre de 2003, para relevar la congestión en la Estación de Tokio. Las plataformas están en el lado este de la estación.

### Plataformas
| 1     | •Línea Yamanote                  | Para Tokio, Ueno y Tabata                                                             |
| 2     | •Línea Yamanote                  | Para Shibuya, Shinjuku, y Ikebukuro                                                   |
| 3     | •Línea Keihin-Tōhoku             | Para Tokio, Ueno, y Ōmiya                                                             |
| 4     | •Línea Keihin-Tōhoku             | Para Kawasaki, Yokohama, Sakuragicho, Isogo y Ōfuna                                   |
| 5,8   | •Línea principal de Keikyū       | Línea de Utsunomiya/Línea de Takasaki para Tokio, Ueno, y Ōmiya, Utsunomiya, Takasaki |
| 6,7   | •Plataformas especiales          | Cerradas temporalmente                                                                |
| 9     | •Línea Ueno-Tokio                | Joban Line Ltd. Express Hitachi/Tokiwa para Iwaki                                     |
| 10,11 | •Línea Ueno-Tokio                | Joban Line Rapid para Toride, Mito                                                    |
| 11    | •Línea Ueno-Tokio                | Joban Line Rapid a Línea de Narita para Narita                                        |
| 11    | •Línea Tokaido Main              | Shonan Liner                                                                          |
| 11,12 | •Línea Tokaido Main              | Para Hiratsuka, Odawara, Atami, Ito, Izukyu Shimoda, y Shuzenji                       |
| 13    | •Línea Yokosuka                  | Para Tokio, Funabashi, Chiba, y el Aeropuerto de Narita                               |
| 14    | •Limited express, Narita Express | Para el Aeropuerto de Narita                                                          |
| 15    | •Línea Yokosuka                  | Para Musashi-Kosugi, Shin-Kawasaki, Yokohama, Ōfuna, y Kurihama                       |

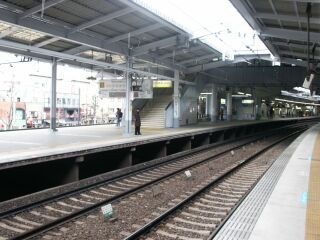
Plataformas de Keikyu

### Estaciones adyacentes
| «         | Servicio                                               | »                      |
| --------- | ------------------------------------------------------ | ---------------------- |
|           | •Línea Tokaido                                         |                        |
| Shimbashi | Rápido                                                 | Ōfuna                  |
| Shimbashi | Rápido                                                 | Kawasaki               |
| Shimbashi | Local                                                  | Kawasaki               |
|           | •Línea Tokaido-(Por la Línea de Ueno-Tokio)-Joban Line |                        |
| Shimbashi | Hitachi/Tokiwa                                         | Estación terminal      |
| Shimbashi | Especialmente rápido                                   | Estación terminal      |
| Shimbashi | Rápido                                                 | Estación terminal      |
|           | •Línea Yokosuka                                        |                        |
| Tokio     | Narita Express                                         | Musashi-Kosugi Shibuya |
| Shimbashi | -                                                      | Nishi-Ōi               |
|           | •Línea Keihin-Tohoku                                   |                        |
| Tamachi   | Rápido                                                 | Ōimachi                |
| Tamachi   | Local                                                  | Ōimachi                |
|           | •Línea Yamanote                                        |                        |
| Tamachi   | -                                                      | Ōsaki                  |

### Plataformas de Shinkansen
| 21,22 | •Tokaido Shinkansen | Para Tokio                        |
| 23,24 | •Tokaido Shinkansen | Para Nagoya, Shin-Osaka, y Hakata |

### Estaciones adyacentes
| «     | Servicio           | »             |
| ----- | ------------------ | ------------- |
|       | Tokaido Shinkansen |               |
| Tokio | Nozomi             | Shin-Yokohama |
| Tokio | Hikari             | Shin-Yokohama |
| Tokio | Kodama             | Shin-Yokohama |

### Plataformas Keikyu
| 1 | •Línea Keikyu Main | Ejemplo                                                           |
| 2 | •Línea Keikyu Main | Ejemplo                                                           |
| 3 | •Línea Keikyu Main | Para Keikyū Kurihama y Misakiguchi (Keikyu Wing)                  |
|   | •Línea Keikyu Main | Para Kita-Shinagawa, Samezu (Trenes locales solo por las mañanas) |

### Estaciones adyacentes
| «                 | Servicio                 | »                                  |
| ----------------- | ------------------------ | ---------------------------------- |
|                   | Línea Keikyu Main        |                                    |
| Sengakuji         | •Morning Wing            | Kamiōoka                           |
| Estación terminal | •Keikyu Wing             | Kamiōoka                           |
| Sengakuji         | •Airport Limited Express | Aeropuerto Internacional de Haneda |
| Sengakuji         | •Limited Express         | Keikyu Kamata                      |
| Sengakuji         | •Limited Express         | Aomono-yokochō                     |
| Sengakuji         | •Airport Express         | Aomono-yokochō                     |
| Sengakuji         | •Local                   | Kitashinagawa                      |

## Historia
La Estación de Shinagawa es una de las estaciones más antiguas de Japón, inaugurada el 12 de junio de 1872, cuando el servicio entre Shinagawa y Yokohama comenzó provisionalmente, cuatro meses antes de la inauguración del "primer ferrocarril japonés" entre Shimbashi y Yokohama a través de Shinagawa el 14 de octubre de 1872. Esta línea es una parte de la línea principal de Tōkaidō. Nada queda de la estructura original.
Más tarde, el 1 de marzo de 1885, la Línea Yamanote comenzó a operar. La estación de Takanawa de la línea de Keikyu (entonces línea ferroviaria de Keihin) se abrió el 11 de marzo de 1924 a través de la calle de la estación de Shinagawa. La estación de Takanawa fue retitulada estación de Shinagawa y se movió al sitio actual el 1 de abril de 1933.
El complejo de la estación en el lado este de la estación (situado sobre las plataformas) fue ampliamente remodelado en 2003 en relación con la construcción de las plataformas de Shinkansen y también para mejorar el acceso al nuevo desarrollo comercial "Shinagawa Intercity".

## Estadística de pasajeros
En el 2013, la estación JR East fue utilizada por un promedio de 335.661 pasajeros diarios (sólo para pasajeros), lo que la convierte en la sexta estación más ocupada operada por JR East. Las cifras de pasajeros de años anteriores se muestran a continuación.
| Año  | Pasajeros diarios |
| ---- | ----------------- |
| 2000 | 253,575           |
| 2005 | 302,862           |
| 2010 | 321,711           |
| 2011 | 323,893           |
| 2012 | 329,679           |
| 2013 | 335,661           |

## Alrededores

### Lado oeste (Salida Takanawa)
- Hotel de Takanawa Keikyu
- Hotel de Takanawa Tobu
- Grand Prince Hotel Takanawa
- Shinagawa Prince Hotel
- Epson Aqua Stadium
- Ruta Nacional 15

### Lado este (salida de Konan)
- Shinagawa Inter City
- Universidad de Ciencia y Tecnología Marina de Tokio

## Servicio de bus
Los servicios de Bus son proporcionados por Toei Bus, Tokyu Bus, Keikyu Bus, el servicio de transporte del aeropuerto, y otros.
- Datos: Q801442
- Multimedia: Shinagawa Station / Q801442